# NGC 602
NGC 602 je emisijska maglica s otvorenim skupom u zviježđu Maloj vodenoj zmiji.

## Vanjske poveznice
- SEDS: NGC 0602